# Goloboffia griswoldi
Espèce
Goloboffia griswoldi est une espèce d'araignées mygalomorphes de la famille des Migidae.

## Distribution
Cette espèce est endémique de la région de Coquimbo au Chili,.

## Description
La femelle holotype mesure 1 326 mm

## Étymologie
Cette espèce est nommée en l'honneur de Charles Edward Griswold.

## Publication originale
- Ferretti, Ríos-Tamayo & Goloboff, 2019 : Four new species of Goloboffia (Mygalomorphae: Migidae) from Chile. Zootaxa, no 4712(2), p. 251-268.